# Paul Meister
Paul Meister   (Basilea, 20 de gener de 1926 - 17 de desembre de 2018) va ser un tirador d'esgrima suís, especialista en espasa, guanyador d'una medalla olímpica.
El 1952 va prendre part en els Jocs Olímpics d'Estiu de Hèlsinki, on guanyà la medalla de bronze en la prova d'espasa per equips del programa d'esgrima. També va disputar els Jocs de 1960 i 1964, tot i que sense guanyar cap medalla.